# Sándor Kányádi

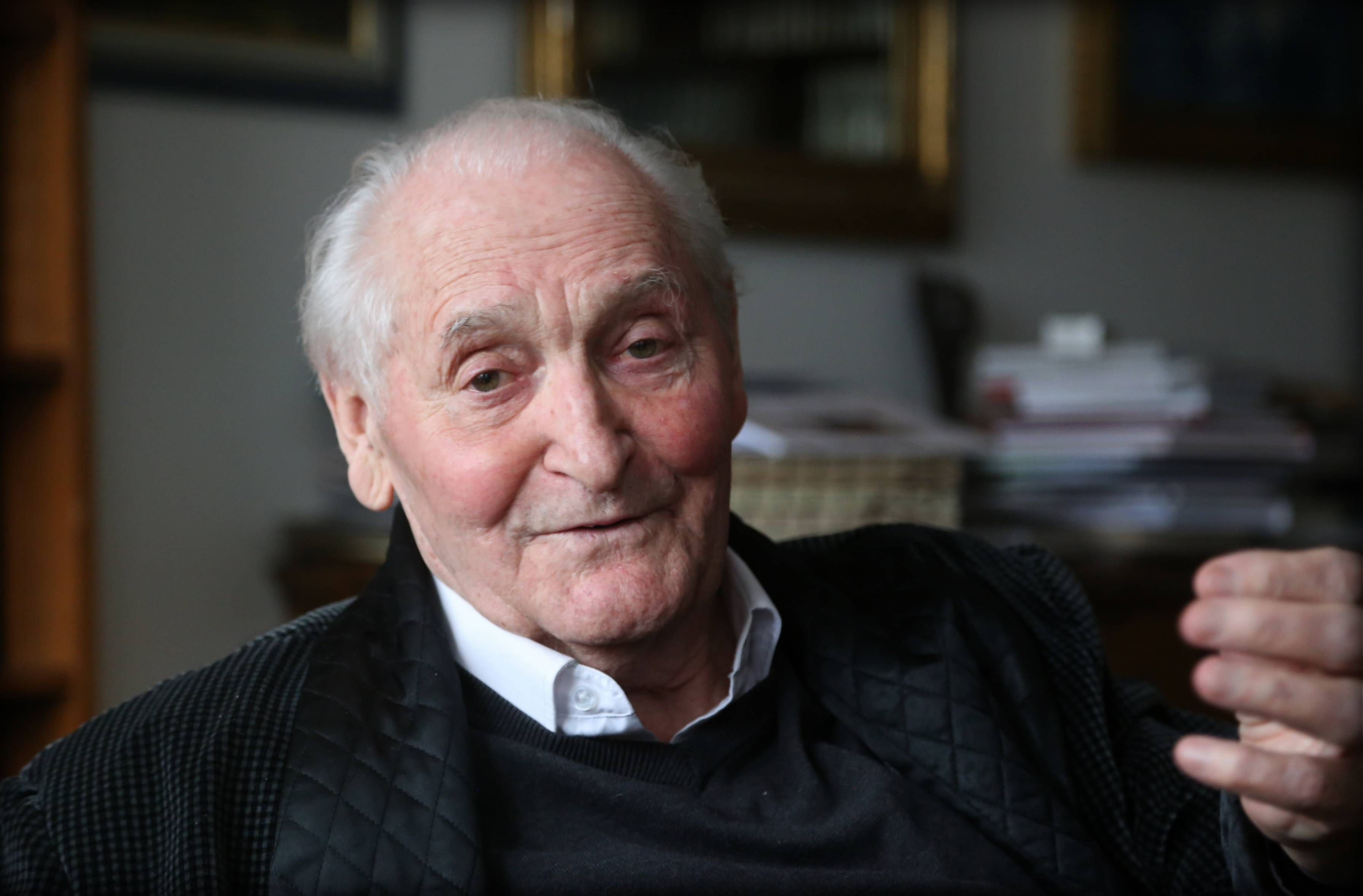
Sándor Kányádi

Sándor Kányádi (n. 10 mai 1929, Porumbeni, România – d. 20 iunie 2018, Budapesta, Ungaria) a fost un poet secui din Transilvania, membru fondator al bibliotecii virtuale gratuite a Academiei Literare Digitale Ungare, una din figurile cele mai marcante ale poeziei maghiare contemporane. 
S-a preocupat de aspecte ale vieții minorității maghiare din Ardeal.

## Opere literare

### Volume de versuri
- Virágzik a cseresznyefa, (1955)
- Sirálytánc, (1957)
- Kicsi legény, nagy tarisznya, (1961)
- Harmat a csillagon, (1964)
- Fényes nap, nyári nap, (1964)
- Három bárány, (1965)
- Kikapcsolódás, (1966)
- Függőleges lovak, (1968)
- Fából vaskarikát, megirta Kétszemélyes tragédia cimű szinművét ,(1969)
- Fától fáig, (1970)
- A bánatos királylány kútja, (1972)
- Szürkület, (1979)
- Farkasűző furulya, (1979)
- Tavaszi tarisznya, (1982)
- Madármarasztaló, (1986)
- Küküllő kalendárium, (1988)
- Sörény és koponya, (1989)
- Valaki jár a fák hegyén (1997)
- Csipkebokor az alkonyatban (műfordítások), (1999)
- Felemás őszi versek, (2002)

### Volume de povești
- Fából vaskarika (1969)
- Kenyérmadár (1980)
- Meddig ér a rigófütty (2005)
- Virágon vett vitéz (2002)
- Világlátott egérke (2011)

## Distincții
- Medalia „Meritul Cultural” clasa I (27 aprilie 1967) „cu prilejul împlinirii a 20 ani de apariție a revistei «Cravata roșie» și a 10 ani de apariție a revistei pentru copii în limba maghiară «Napsugár»”[7]
- Ordinul național „Steaua României” în grad de Cavaler (1 decembrie 2000) „pentru realizări artistice remarcabile și pentru promovarea culturii, de Ziua Națională a României”[8]